# Banner blindness

Format standards de bannières publicitaires du web.

Le banner blindness (pouvant se traduire en français par cécité aux bannières) est un phénomène d'utilisabilité où les visiteurs d'un site web vont, consciemment ou non, ignorer les bannières publicitaires. On parle également de cécité aux publicités (ad blindness) ou bruit de bannières (banner noise).
L'expression banner blindness a été popularisée par Benway et Lane. Ces derniers l'ont utilisée pour exprimer les résultats de tests d'utilisabilité de sites web où la majorité des sujets ont ignoré, consciemment ou non, l'information présentée dans les bannières.